# Zgorzelec
Zgorzelec é um município da Polônia, na voivodia de Baixa Silésia e no condado de Zgorzelec. Estende-se por uma área de 15,88 km², com 31 280 habitantes, segundo os censos de 2016, com uma densidade de 1969,8 hab/km².